# Old Man: The Movie
Pour plus de détails, voir Fiche technique et Distribution.
Old Man: The Movie (Vanamehe film) est un film estonien réalisé par Oskar Lehemaa et Mikk Mägi, sorti en 2019.

## Synopsis
Un vieux fermier se lance dans une aventure déjantée pour sauver sa vache.

## Fiche technique
- Titre original : Old Man: The Movie
- Réalisation : Oskar Lehemaa et Mikk Mägi
- Scénario : Oskar Lehemaa et Mikk Mägi
- Musique : Lauri Kadalipp, Sten-Olle Moldau et Ardo Ran Varres
- Photographie : Urmas Jõemees
- Montage : Oskar Lehemaa
- Production : Veiko Esken, Erik Heinsalu, Mikk Mägi et Tanel Tatter
- Société de production : Apollo Film Productions et BOP Animation
- Pays :  Estonie
- Genre : Animation et comédie
- Durée : 88 minutes
- Dates de sortie : 
  -  Estonie : 27 septembre 2019

## Distribution
- Jaagup Kreem : Jaagup Kreem
- Märt Avandi : la vache
- Mart Kukk : le voisin
- Jan Uuspõld : Piimavana

## Distinctions
Le film a été présenté dans la section Contrechamp du Festival international du film d'animation d'Annecy 2020. Il a été nommé pour six Estonian Film and Television Awards et a reçu ceux du meilleur son, de la meilleure direction artistique et du meilleur montage.

## Box-office
À sa sortie en Estonie, Old Man: The Movie devient le film d'animation le plus vu dans le pays avec 86 000 spectateurs.